# 2 Apokalipsa Jana
2 Apokalipsa Jana – grecki apokryf Nowego Testamentu.

## Charakterystyka
Autorstwo apokryfu było przypisywane Janowi Chryzostomowi. Utwór powstał przed VIII wiekiem i jest napisany bardzo słabą greką. Wbrew tytułowi nie jest typową apokalipsą, ponieważ nie odnosi się do zagadnień eschatologicznych. Utwór dotyczy raczej takich zagadnień, jak grzechy ciężkie, święcenie niedzieli, post i ubóstwo oraz kwestie liturgiczne (objaśnienie symboliki liturgii).
Apokryf został odnaleziony w rękopisie Parisinus Graecus 947 i wydany po raz pierwszy przez François Nau, który twierdził, że utwór powstał na Cyprze.